# Cumières-le-Mort-Homme
Cumières-le-Mort-Homme és un municipi francès, situat al departament del Mosa i a la regió del Gran Est.
El poble va ser destruït totalment durant la batalla de Verdun de 1916 i es decidí que no es tornaria a reconstruir mai, tant per la dificultat que comportaria la tasca (la terra havia quedat contaminada i sembrada de bombes sense explotar) com per la voluntat de mantenir un testimoni físic que commemorés les pèrdues ocasionades pel conflicte. A tal efecte, Cumières-le-Mort-Homme va rebre la qualificació oficial de «mort per França», títol que comparteix amb cinc municipis més del Mosa: Bezonvaux, Beaumont-en-Verdunois, Haumont-près-Samogneux, Louvemont-Côte-du-Poivre, i Fleury-devant-Douaumont.